# Tysklands Grand Prix 1964
Tysklands Grand Prix 1964 var det sjätte av tio lopp ingående i formel 1-VM 1964.  

## Resultat
1. John Surtees, Ferrari, 9 poäng
2. Graham Hill, BRM, 6
3. Lorenzo Bandini, Ferrari, 4
4. Jo Siffert, Siffert Racing Team (Brabham-BRM), 3
5. Maurice Trintignant, Maurice Trintignant (BRM) (varv 14, batteri), 2
6. Tony Maggs, Scuderia Centro Sud (BRM), 1
7. Richie Ginther, BRM
8. Mike Spence, Lotus-Climax
9. Gerhard Mitter, Lotus-Climax
10. Dan Gurney, Brabham-Climax
11. Chris Amon, Reg Parnell (Lotus-BRM) (12, upphängning)
12. Jack Brabham, Brabham-Climax (11, differential)
13. Ronnie Bucknum, Honda (11, olycka)
14. Peter Revson, Revson Racing (Lotus-BRM) (10, olycka)

### Förare som bröt loppet
- Jim Clark, Lotus-Climax (varv 7, motor)
- Bruce McLaren, Cooper-Climax (4, motor)
- Bob Anderson, DW Racing Enterprises (Brabham-Climax) (4, upphängning)
- Edgar Barth, R R C Walker (Cooper-Climax) (3, koppling)
- Giancarlo Baghetti, Scuderia Centro Sud (BRM) (2, gasspjäll)
- Phil Hill, Cooper-Climax (1, motor)
- Joakim Bonnier, R R C Walker (Brabham-BRM) (0, elsystem)
- Mike Hailwood, Reg Parnell (Lotus-BRM) (0, motor)

### Förare som ej startade
- Carel Godin de Beaufort, Ecurie Maarsbergen (Porsche) (fatal olycka)

### Förare som ej kvalificerade sig
- André Pilette, Equipe Scirocco Belge (Scirocco-Climax)